# Dora 2025
Das 27. Dora-Festival fand am 2. März 2025 in Opatija statt und diente als kroatische Vorentscheidung für den Eurovision Song Contest 2025 in Basel (Schweiz). Es gewann Marko Bošnjak mit dem Titel Poison Cake.

## Format

### Konzept
Am 20. September 2024 bestätigte der kroatische Sender Hrvatska radiotelevizija (HRT) seine Teilnahme am Eurovision Song Contest 2025. Gleichzeitig gab man bekannt, erneut das Dora-Festival als nationalen Vorentscheid nutzen zu wollen. Ob bzw. wie viele Halbfinale das Festival enthalten wird, wollte HRT bis zum 20. Januar 2025 bekanntgeben.

### Beitragswahl
Zwischen dem 20. September und dem 15. November konnten Beiträge bei HRT eingereicht werden. Neben den Regeln des Eurovision Song Contests wird vorausgesetzt, dass sämtliche Bewerber kroatische Staatsbürger sind. Nach Ablauf des Einreichezeitraums sollte eine Jury aus Musikexperten 24 Teilnehmer sowie 4 Reservebeiträge auswählen. Insgesamt wurden 221 Beiträge eingereicht, was einen absoluten Rekordwert darstellte.

## Teilnehmer
Die Teilnehmer sowie die Reservebeiträge wurden am 5. Dezember 2024 vorgestellt. Magazin nahm bereits 1995 am Eurovision Song Contest teil, Marko Škugor 2013 als Teil von Klapa s mora. Marko Bošnjak belegte beim Dora 2022 den zweiten Platz hinter Mia Dimšić, welche als Komponistin am Vorentscheid teilnimmt.

### Reservebeiträge
Sollte einer der 24 Teilnehmer seine Teilnahme zurückziehen bzw. disqualifiziert werden, würden diese Beiträge in der unten angeführten Reihenfolge nachrücken. Lara feat. LSQ zogen ihre Teilnahme am 24. Dezember 2024 zurück, für sie rückten SWINGERS nach. Natalie Balmix wurde am 7. Januar 2025 disqualifiziert, da die Unterschiede zwischen der eingereichten und der finalen Version ihres Beitrags Život ide dalje zu groß gewesen seien. Für sie rückte Fenksta nach. Am 9. Januar gab Natalie Balmix bekannt gegen die Disqualifikation Einspruch erheben zu wollen.
| Interpret          | Lied Musik (M) und Text (T)                                  | Sprache   | Übersetzung (inoffiziell) |
| ------------------ | ------------------------------------------------------------ | --------- | ------------------------- |
| Patricia Gasparini | KARMA M/T: Aleksandar Valenčić, Andrej Babić, Davor Lovrinić | Englisch  | –                         |
| Ilyricum           | Tananai M/T: Đivo Bjelančić, Ervin Bešić, Patricia Gašparini | Kroatisch | Mutter                    |
| Lara feat. LSQ     | MAMA M/T: Miroslav Lesić, Lea Dekleva                        | Kroatisch | –                         |
| Natali Balmix      | Život ide dalje M/T: Darko Dimitrov, Natalie Balmix          | Kroatisch | Das Leben geht weiter     |

 Teilnahme zurückgezogen
 Disqualifiziert

## Halbfinale
Die Aufteilung der Beiträge auf die beiden Halbfinale wurde am 27. Januar 2025 durch eine Auslosung bestimmt.

### Erstes Halbfinale
| Startnr. | Interpret    | Lied Musik (M) und Text (T)                                                                             | Sprache             | Übersetzung (inoffiziell)         | Televoting           | Televoting    | Televoting |
| Startnr. | Interpret    | Lied Musik (M) und Text (T)                                                                             | Sprache             | Übersetzung (inoffiziell)         | Stimmen (Televoting) | Stimmen (SMS) | Gesamt     |
| -------- | ------------ | --- | ------------------- | --------------------------------- | -------------------- | ------------- | ---------- |
| 1        | Matt Shaft   | Welcome to the Circus M/T: Laura Sučec, Matej Magdić                                                    | Englisch            | Willkommen im Zirkus              | 2876                 | 2602          | 5478       |
| 2        | Jelena Radan | SALUT! M/T: Anita Valo, Matej Zec, Meri Jaman, Robster Martin                                           | Französisch         | Prost!                            | 1508                 | 768           | 2276       |
| 3        | NIPPLEPEOPLE | ZNAK M/T: Nipplepeople                                                                                  | Kroatisch           | Zeichen                           | 2127                 | 2432          | 4559       |
| 4        | SWINGERS     | Ful kul M/T: Robert Mareković, Swingers                                                                 | Kroatisch           | Voll cool                         | 1093                 | 507           | 1600       |
| 5        | Marta May    | Running to the Light M/T: Cormac Todd, Marta Ivić, Matteo Despares                                      | Englisch            | Zum Licht rennen                  | 1203                 | 341           | 1544       |
| 6        | LELEK        | The Soul of My Soul M/T: Filip Lacković, Tomislav Roso                                                  | Englisch            | Die Seele meiner Seele            | 2842                 | 2752          | 5594       |
| 7        | Teenah       | Aurora M/T: Charlie Mason, Siniša Reljić, Valentina Gyerek, Ylva Persson, Linda Persson, Silvia Steiner | Kroatisch, Englisch | –                                 | 1576                 | 889           | 2465       |
| 8        | IVXN         | Monopol M/T: Ananda Đuranović, Andreas Björkman, Jonas Ekdahl, Ivan Milić                               | Kroatisch           | –                                 | 2043                 | 1850          | 3893       |
| 9        | Marko Tolja  | Through the Dark M/T: Ivan Popeskić, Marko Tolja, Mia Dimšić                                            | Englisch            | Durch die Dunkelheit              | 4197                 | 1673          | 5870       |
| 10       | Magazin      | AaAaA M/T: Ivan Huljić, Tonči Huljić                                                                    | Englisch            | –                                 | 4349                 | 2111          | 6460       |
| 11       | Natalli      | Dom si srcu mom M/T: Alka Vuica, Hrovje Domazet, Marija Mirković                                        | Kroatisch           | Du bist die Heimat meines Herzens | 1725                 | 787           | 2512       |
| 12       | EoT          | Bye, Bye, Bye M/T: Boris Kolarić, Maja Kolarić, Goran Glavač                                            | Englisch            | –                                 | 2723                 | 2903          | 5626       |

 Interpret hat sich für das Finale qualifiziert

### Zweites Halbfinale
| Startnr. | Interpret         | Lied Musik (M) und Text (T)                                                                                       | Sprache   | Übersetzung (inoffiziell)  | Televoting           | Televoting    | Televoting |
| Startnr. | Interpret         | Lied Musik (M) und Text (T)                                                                                       | Sprache   | Übersetzung (inoffiziell)  | Stimmen (Televoting) | Stimmen (SMS) | Gesamt     |
| -------- | ----------------- | --- | --------- | -------------------------- | -------------------- | ------------- | ---------- |
| 1        | Iaurakojapjeva    | NPC M/T: Laura Sučec, Matej Magdić                                                                                | Englisch  | NPC                        | 3920                 | 2188          | 1732       |
| 2        | Marko Škugor      | Šta da Boga molim ja M/T: Hrovje Domazet, Marko Škugor                                                            | Kroatisch | Worum soll ich Gott bitten | 4009                 | 2986          | 1023       |
| 3        | Fenksta           | Extra M/T: Bill Cole, Saša Stević                                                                                 | Kroatisch | –                          | 3680                 | 1738          | 1942       |
| 4        | Marin Jurić Čivro | Gorjelo je M/T: Ivan Dečak                                                                                        | Kroatisch | Es brannte                 | 2075                 | 1441          | 634        |
| 5        | Filomena          | Strong M/T: Filomena Puljiz, Domagoj Perišić                                                                      | Englisch  | Stark                      | 2686                 | 1916          | 770        |
| 6        | Supersonic Trio   | Animal M/T: Leo Anđelković, Luka Banić, Mario Huljev                                                              | Englisch  | Tier                       | 2336                 | 1272          | 1064       |
| 7        | Irma              | Enigma M/T: Ananda Đuranović, Andreas Björkman                                                                    | Kroatisch | –                          | 2332                 | 1417          | 915        |
| 8        | Luka Nižetić      | Južina M/T: Luka Nižetić                                                                                          | Kroatisch | Süden                      | 5716                 | 3512          | 2204       |
| 9        | Ananda            | Lies Lay Cold M/T: Ananda Đuranović, Andreas Björkman, Jonas Ekdahl                                               | Englisch  | Lügen Liegen Kalt          | 2449                 | 1531          | 918        |
| 10       | Marko Bošnjak     | Poison Cake M/T: Emma Gale, Ben Pyne, Bas Wissink, Marko Bošnjak                                                  | Englisch  | Giftkuchen                 | 6419                 | 3487          | 2932       |
| 11       | Petar Brkljačić   | KRAJ M/T: Hrovje Domazet, Ivona Zgrabljić, Petar Brkljačić                                                        | Kroatisch | Ende                       | 2646                 | 1751          | 895        |
| 12       | Ogenje            | Daj, Daj M/T: Andrija Bricelj, Benjamin Fabić, Leonardo Ivačić Neven Žnidar, Petar Šimčić, Tomislav Mihac Kovačic | Kroatisch | Komm schon, komm schon     | 14112                | 6798          | 7314       |

 Interpret hat sich für das Finale qualifiziert

## Finale
| Platz | Startnr. | Interpret       | Lied Musik (M) und Text (T)                                                                                       | Sprache   | Übersetzung (inoffiziell)         | Jury Gesamt | Televoting           | Televoting    | Televoting | Televoting | Gesamt |
| Platz | Startnr. | Interpret       | Lied Musik (M) und Text (T)                                                                                       | Sprache   | Übersetzung (inoffiziell)         | Jury Gesamt | Stimmen (Televoting) | Stimmen (SMS) | Gesamt     | Punkte     | Gesamt |
| ----- | -------- | --------------- | --- | --------- | --------------------------------- | ----------- | -------------------- | ------------- | ---------- | ---------- | ------ |
| 1     | 13       | Marko Bošnjak   | Poison Cake M/T: Emma Gale, Ben Pyne, Bas Wissink, Marko Bošnjak                                                  | Englisch  | Giftkuchen                        | 83          | 8537                 | 12633         | 21170      | 47         | 130    |
| 2     | 8        | Ogenje          | Daj, Daj M/T: Andrija Bricelj, Benjamin Fabić, Leonardo Ivačić Neven Žnidar, Petar Šimčić, Tomislav Mihac Kovačic | Kroatisch | Komm schon, komm schon            | 42          | 15071                | 19990         | 35061      | 78         | 120    |
| 3     | 12       | Magazin         | AaAaA M/T: Ivan Huljić, Tonči Huljić                                                                              | Englisch  | –                                 | 62          | 14339                | 7607          | 21946      | 49         | 111    |
| 4     | 15       | LELEK           | The Soul of my Soul M/T: Filip Lacković, Tomislav Roso                                                            | Englisch  | Die Seele meiner Seele            | 33          | 12299                | 18424         | 30723      | 69         | 102    |
| 5     | 16       | Luka Nižetić    | Južina M/T: Luka Nižetić                                                                                          | Kroatisch | Süden                             | 45          | 8925                 | 8388          | 17313      | 39         | 84     |
| 6     | 14       | Marko Tolja     | Through the dark M/T: Ivan Popeskić, Marko Tolja, Mia Dimšić                                                      | Englisch  | Durch die Dunkelheit              | 42          | 9492                 | 4714          | 14206      | 32         | 74     |
| 7     | 7        | NIPPLEPEOPLE    | ZNAK M/T: Nipplepeople                                                                                            | Kroatisch | Zeichen                           | 52          | 3738                 | 4843          | 8581       | 19         | 71     |
| 8     | 1        | EoT             | Bye, Bye, Bye M/T: Boris Kolarić, Maja Kolarić, Goran Glavač                                                      | Englisch  | –                                 | 30          | 4488                 | 4844          | 9332       | 21         | 51     |
| 9     | 5        | Fenksta         | Extra M/T: Bill Cole, Saša Stević                                                                                 | Kroatisch | –                                 | 16          | 2924                 | 3672          | 6596       | 15         | 31     |
| 10    | 3        | IVXN            | Monopol M/T: Ananda Đuranović, Andreas Björkman, Jonas Ekdahl, Ivan Milić                                         | Kroatisch | –                                 | 19          | 2470                 | 2610          | 5080       | 11         | 30     |
| 11    | 10       | Matt Shaft      | Welcome to the circus M/T: Laura Sučec, Matej Magdić                                                              | Englisch  | Willkommen im Zirkus              | 2           | 5069                 | 6537          | 11606      | 26         | 28     |
| 12    | 6        | Iaurakojapjeva  | NPC M/T: Laura Sučec, Matej Magdić                                                                                | Englisch  | NPC                               | 12          | 3519                 | 3626          | 7145       | 16         | 28     |
| 13    | 11       | Marko Škugor    | Šta da Boga molim ja M/T: Hrovje Domazet, Marko Škugor                                                            | Kroatisch | Worum soll ich Gott bitten        | 10          | 5241                 | 2289          | 7530       | 17         | 27     |
| 14    | 9        | Petar Brkljačić | KRAJ M/T: Hrovje Domazet, Ivona Zgrabljić, Petar Brkljačić                                                        | Kroatisch | Ende                              | 14          | 2071                 | 1392          | 3463       | 8          | 22     |
| 15    | 2        | Natalli         | Dom si srcu mom M/T: Alka Vuica, Hrovje Domazet, Marija Mirković                                                  | Kroatisch | Du bist die Heimat meines Herzens | 2           | 2549                 | 987           | 3536       | 8          | 10     |
| 16    | 4        | Filomena        | Strong M/T: Filomena Puljiz, Domagoj Perišić                                                                      | Englisch  | Stark                             | 0           | 2549                 | 1480          | 4029       | 9          | 9      |

### Detailliertes Juryvoting
| Startnr. | Lied                  | Ljubljana | Rijeka | Madrid | Split | Jerewan | Osijek | Helsinki | Zagreb | Gesamt |
| -------- | --------------------- | --------- | ------ | ------ | ----- | ------- | ------ | -------- | ------ | ------ |
| 1        | Bye Bye Bye           | 4         | –      | 6      | 6     | 5       | 5      | –        | 4      | 30     |
| 2        | Dom si cru mom        | –         | –      | –      | –     | 1       | –      | –        | 1      | 2      |
| 3        | Monopol               | –         | 1      | –      | –     | 12      | 1      | 5        | –      | 19     |
| 4        | Strong                | –         | –      | –      | –     | –       | –      | –        | –      | 0      |
| 5        | Extra                 | 8         | 7      | 1      | –     | –       | –      | –        | –      | 16     |
| 6        | NPC                   | –         | 2      | 3      | 3     | –       | 3      | 1        | –      | 12     |
| 7        | Znak                  | 7         | 5      | 7      | 4     | 6       | 8      | 10       | 5      | 52     |
| 8        | Daj, Daj              | 10        | 3      | –      | 7     | 4       | 6      | 6        | 6      | 42     |
| 9        | Kraj                  | 1         | –      | –      |       | 3       | –      | 8        | 2      | 14     |
| 10       | Welcome to the Circus | –         | –      | –      | 2     | –       | –      | –        | –      | 2      |
| 11       | Šta da Boga molim ja  | 3         | –      | 2      | 1     | –       | –      | 4        | –      | 10     |
| 12       | AaAaA                 | 2         | 4      | 10     | 12    | 8       | 7      | 7        | 12     | 62     |
| 13       | Poison Cake           | 12        | 10     | 12     | 8     | 10      | 12     | 12       | 7      | 83     |
| 14       | Through the Dark      | 5         | 12     | 8      | 5     |         | 2      | 2        | 8      | 42     |
| 15       | The Soul of My Soul   | 6         | 8      | 5      |       | 7       | 4      |          | 3      | 33     |
| 16       | Južina                | –         | 6      | 4      | 10    | 2       | 10     | 3        | 10     | 45     |